# Гандалф (музикант)
Гандалф (Gandalf) е псевдонимът на австрийския композитор на ню ейдж музика Хайнц Щробъл. Той свири на разнообразни инструменти, включително китара, кийборд, балама, чаранго, бузуки, балафон, синтезатор и ситар. В музиката си включва и електронни звуци. Сравняван е с Китаро.
Първият му албум излиза на 17 март 1981 година под името Journey to an Imaginary Land ('Пътешествие до една въображаема земя), а вторият – Visions ('Образи') – на 16 март 1982 година.

## Дискография
- 1981: Journey to an Imaginary Land
- 1982: Visions
- 1983: To Another Horizon
- 1983: More than Just a Seagull
- 1984: Magic Theatre
- 1985: Tale from a Long Forgotten Kingdom
- 1987: The Universal Play
- 1987: From Source to Sea
- 1987: Fantasia – The Best of
- 1989: Invisible Power
- 1990: Labyrinth (Soundtrack)
- 1990: Symphonic Landscapes
- 1991: Reflection (1986 – 1990)
- 1992: Gallery of Dreams
- 1992: The Stones of Wisdom
- 1994: To Our Children's Children
- 1994: Colours of the Earth
- 1995: Echoes From Ancient Dreams
- 1996: The Shining
- 1996: Gates to Secret Realities
- 1997: Barakaya: Trees Water Life
- 1999: Into the Light
- 1999: Samsara
- 2000: Visions 2001
- 2002: The Fountain of Secrets
- 2003: Between Earth and Sky
- 2004: Colors of a New Dawn
- 2005: Der Prophet
- 2006: Sacred River
- 2007: Lotus Land
- 2008: Live in Vienna
- 2009: Sanctuary
- 2011: Erdenklang und Sternentanz